# Hotell Mölleberg

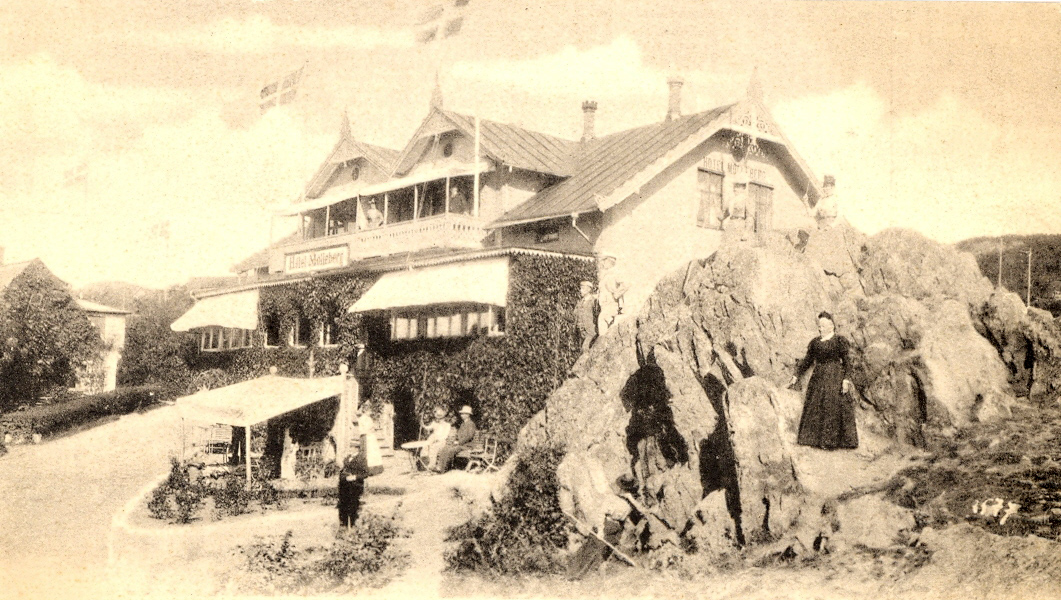
Hotell Mölleberg ca år 1900.

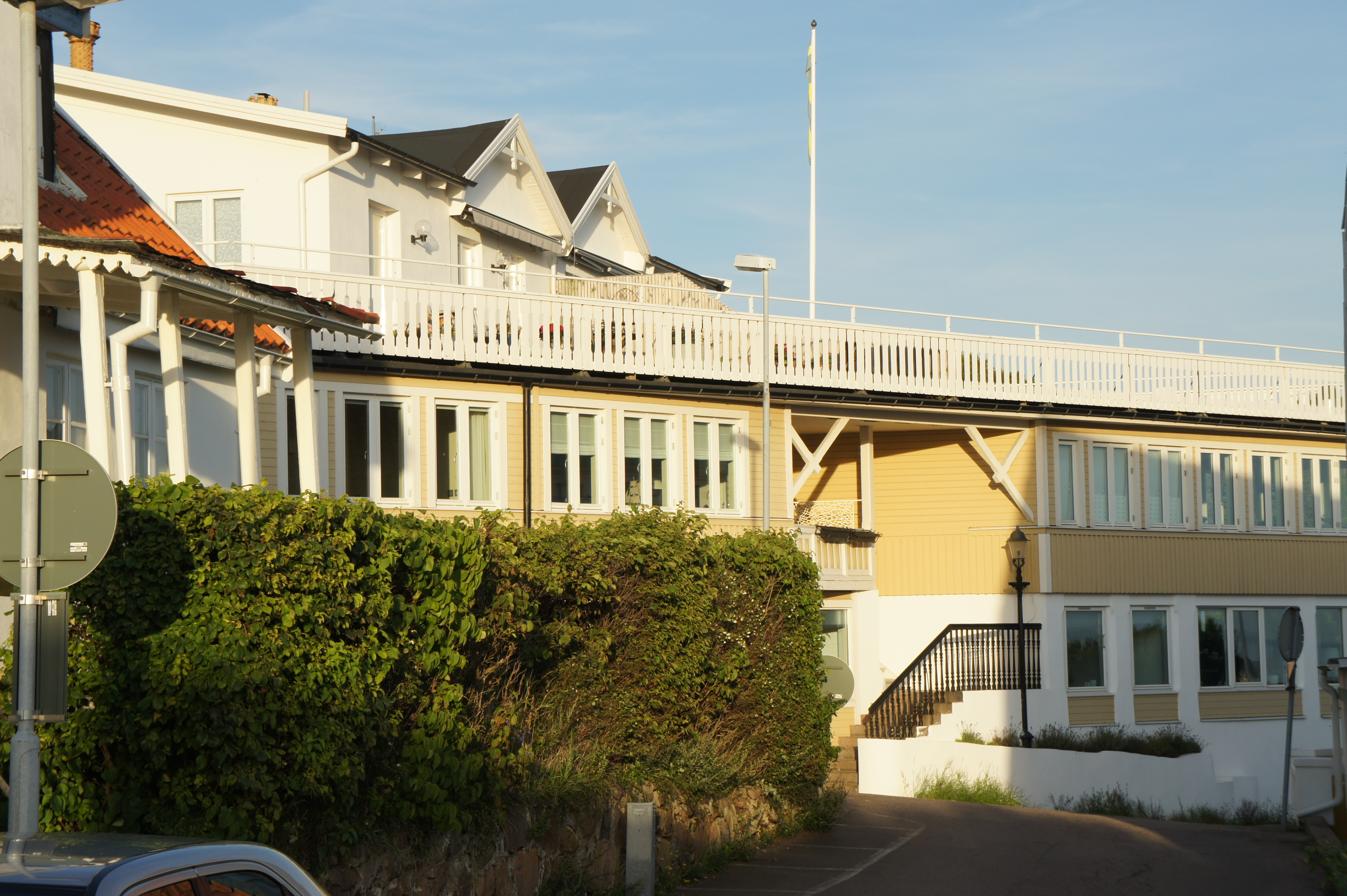
Hotell Mölleberg år 2011, idag bostadsrättsförening.

Hotell Mölleberg, var ett klassiskt badhotell i Mölle, Höganäs kommun, Skåne län.
Hotell Mölleberg var ett av de klassiska Möllehotellen, etablerat år 1898 av Bernhard och Ida Paulsson. Redan på 1870-talet hade dock den sistnämndas mor, Katarina Jönsson, startat en värdshusrörelse i en intilliggande fastighet. Hotellet, som så småningom kom att rymma 19 rum, byggdes år 1906 ut med en stor veranda som vetter mot Öresund. År 1914 stod ytterligare ett stort projekt färdigt - Villa Storhallen som förutom hotellrum även innehöll bostad för ägarfamiljen.
Hotellrörelsen fortsatte i olika former fram till 1970-talet, då fastigheten inköptes av makarna Gunnel och Ebbe Höglund, den sistnämnde konstnär. Under namnet Konstnärsgården var meningen att skapa en fristad för konstnärer med sydeuropeisk förebild. Fastigheten kom dock möjligen att bli mer känd för modelljärnvägen Lilla Europa, som annonserades som "Europas största modelljärnväg".
År 2006 byggdes det gamla hotellet om till en bostadsrättsförening med namnet Konstnärsgården. Föreningen omfattar sju lägenheter.
Villa Storhallen revs 1983, efter att sedan 1960-talet ha fungerat som vård- och hälsohem i olika former. På Villa Storhallens plats ligger idag hyreshuset Trappstigen.